# Vickers A1E1 Independent
Vickers A1E1 Independent je bio eksperimentalni tenk s više kupola kojeg je projektirala britanska tvrtka Vickers tijekom razdoblja između dva svjetska rata. Iako projekt nije došao dalje od prototipa imao je velik utjecaj na projektiranje mnogo kasnijih tenkova.
Britanska vojska je u prosincu 1922. godine naručila prototip teškog tenka koji je dobio nadimak Independent u namjeri da zamjeni stare Mark V tenkove. Većinu tenka je projektirao Walter Gordon Wilson, dok je 35,8 litreni V12 zrakom hlađeni motor dizajnirao Armstrong Siddeley koji je isto tako ukonponirao novi hidraulični kočni sustav koji je posebno dizajniran za tenk. Teoretski najveća brzina koju je mogao postići je bila 40 km/h, ali u praksi je ona bila 32 km/h jer je motor trošio previše ulja. Jedini proizvedeni prototip je dostavljen vojsci 1926. godine, ali je projekt napušten iz financijskih razloga.
Imao je jednu glavnu kupolu koja je bila naoružana topom kalibra 47 mm i četiri manje kupole koja je svaka bila naoružana sa .303 inčnim (7,7 mm) strojnicama.

### Zajednički poslužitelj
|  | Zajednički poslužitelj ima još gradiva o temi Vickers A1E1 Independent |